# David Ewert
David Ewert (* 5. Dezember 1922 in Alexanderhof, Memrik; † 23. April 2010 in Abbotsford) war ein mennonitischer Theologe.

## Leben
Er absolvierte die University of British Columbia (B.A.), die Wheaton Graduate School (M.A.), das Central Baptist Seminary, Toronto (B.D.), das Lutheran Seminary, St. Paul (M.Th.), McGill University (Ph.D.) und M.B. Biblical Seminary (Doktor h.c. der Theologie). Sieben Jahre lang unterrichtete er in Bibelschulen; 25 Jahre am Mennonite Brethren Bible College in Winnipeg, für drei Jahre am Eastern Mennonite Seminary in Harrisonburg, Virginia, und neun Jahre am Mennonite Brethren Biblical Seminary in Fresno, Kalifornien.

## Schriften (Auswahl)
- And then comes the end. Scottdale 1980, ISBN 0-8361-1921-5.
- A journey of faith. An autobiography. Winnipeg 1993, ISBN 1895432200.
- Finding our way. Confronting issues in the Mennonite Brethren Church. Winnipeg 1999, ISBN 1895432251.
- The holy spirit in the New Testament. Eugene 2004, ISBN 1725212536.